# Tighitco Aerospace
Tighitco Aerospace (fundada como Tighitco Inc., en 1991 en Atlanta, Georgia, Estados Unidos) es una organización dedicada al diseño, fabricación y ensamblaje de componentes de ingeniería para aplicaciones aeroespaciales e industriales. En la actualidad se destaca por ser un participante activo dentro de la aeronáutica como proveedor de piezas de fuselaje y motores en plataformas militares.

## Historia
Inicia como una compañía de productos de aislamiento en 1944 formando parte de la Compañía H. I. Thompson. En 1960 se abrió una nueva instalación en Atlanta, Georgia, y el nombre se convirtió en HITCO. En 1991, el Grupo InterTech de Carolina del Sur adquirió el Grupo de Productos de Aislamiento en Atlanta creando TIGHITCO, Inc.

## Divisiones
- Aerostructures Division
- Insulation Products Division
- Servicios de Soporte